# Chiesa di Santa Croce (Bortigiadas)
La chiesa di Santa Croce  è un luogo di culto che si trova nel centro storico di Bortigiadas, adiacente alla chiesa parrocchiale di San Nicola. Edificata e consacrata al culto cattolico, fa parte della diocesi di Tempio-Ampurias.

## Descrizione
La chiesa, risalente al XVIII secolo, è stata realizzata con blocchi regolari di granito, lasciati a vista. Presenta facciata timpanata con ampio portale d'ingresso lunettato, sormontato da una trifora con archi a tutto sesto. Il frontone comprende tre fornici contenenti una grande croce litica quello centrale e due campane laterali.
L'aula interna è a navata unica coperta da tetto a due falde in muratura, realizzato nel 1981 dopo il crollo di quello preesistente, in legno. Ancor prima, a metà del XX secolo, altri interventi di ristrutturazione interessarono tutto l'edificio. La chiesa custodisce un grandioso crocifisso in legno, di autore sconosciuto, risalente al 1700.

## Galleria d'immagini

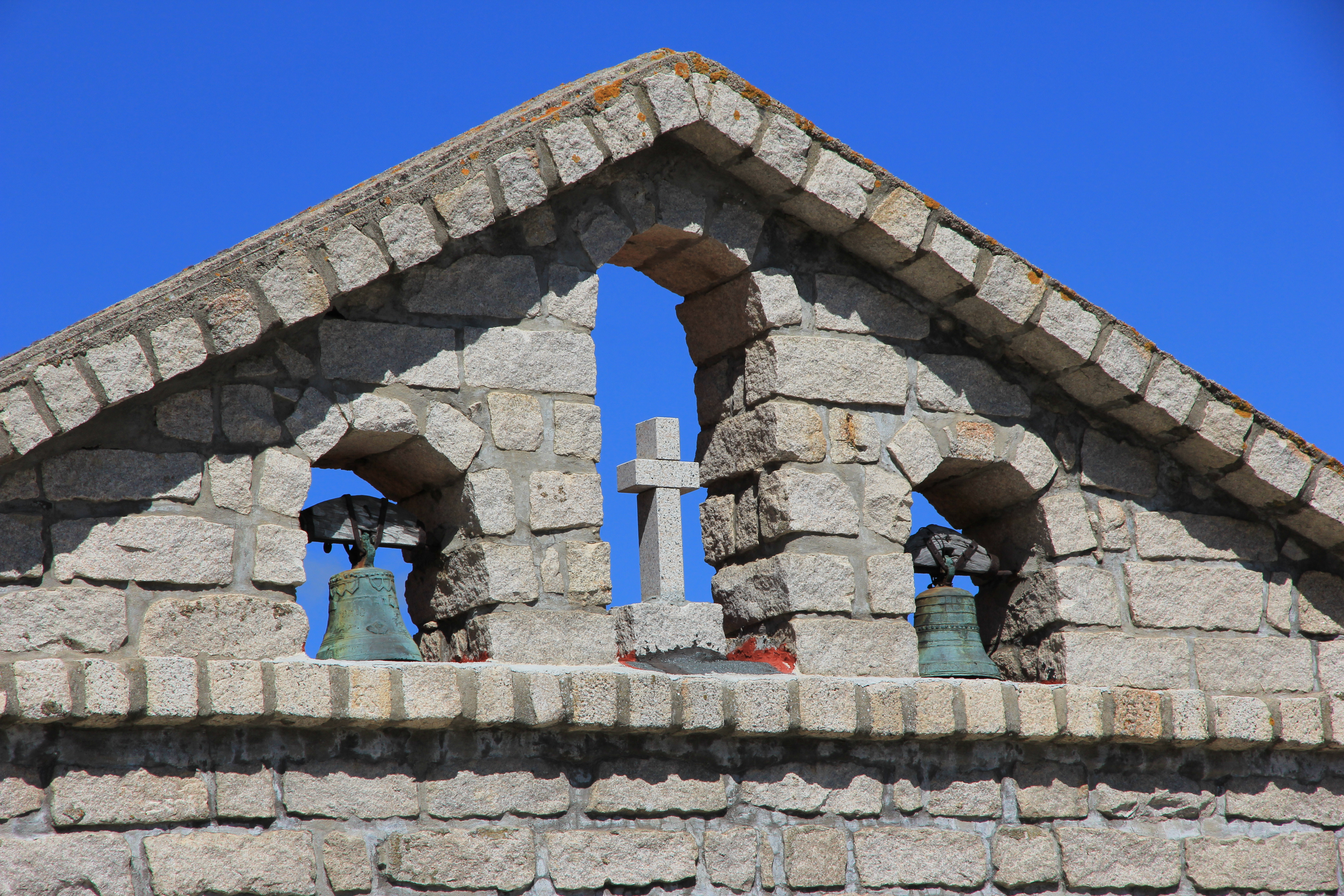
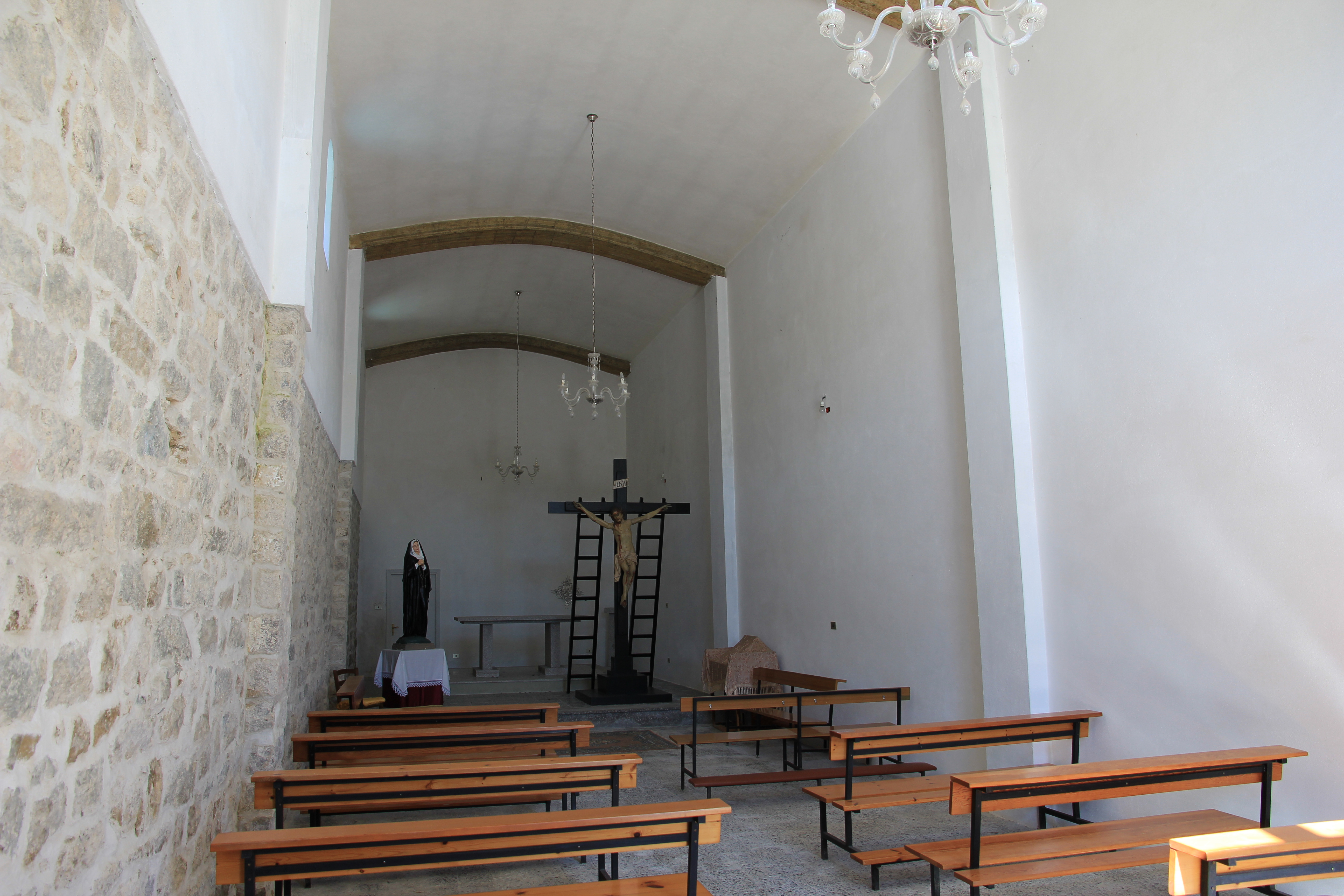
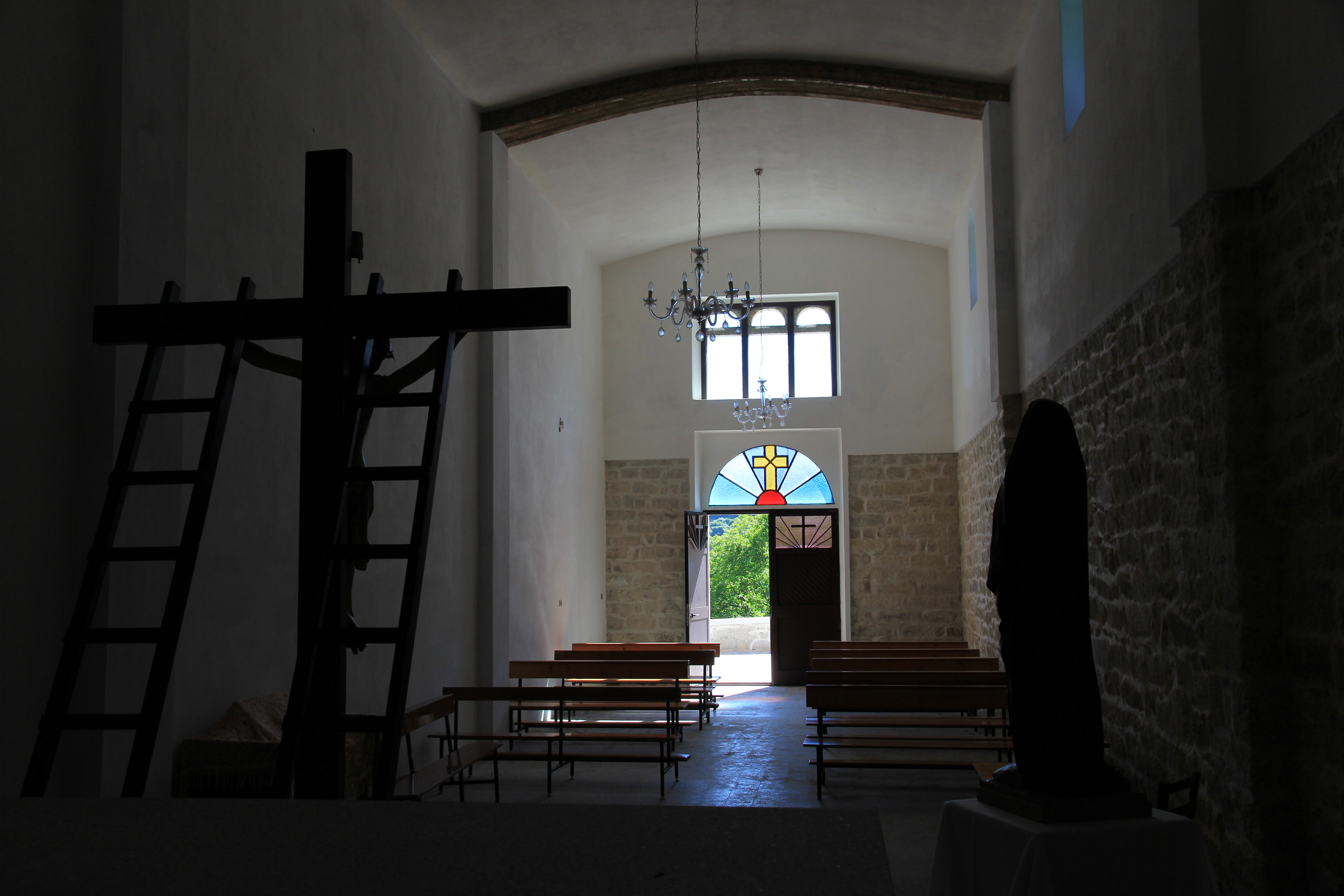